# John Hoskins (peintre)
Pour les articles homonymes, voir John Hoskins et Hoskins.
Sir John Hoskins, né en 1589 ou en 1590 et mort en février 1664, est un peintre miniaturiste anglais et l'oncle de Samuel Cooper, qui reçoit sa formation artistique dans la noble demeure de Hoskins en Angleterre. 

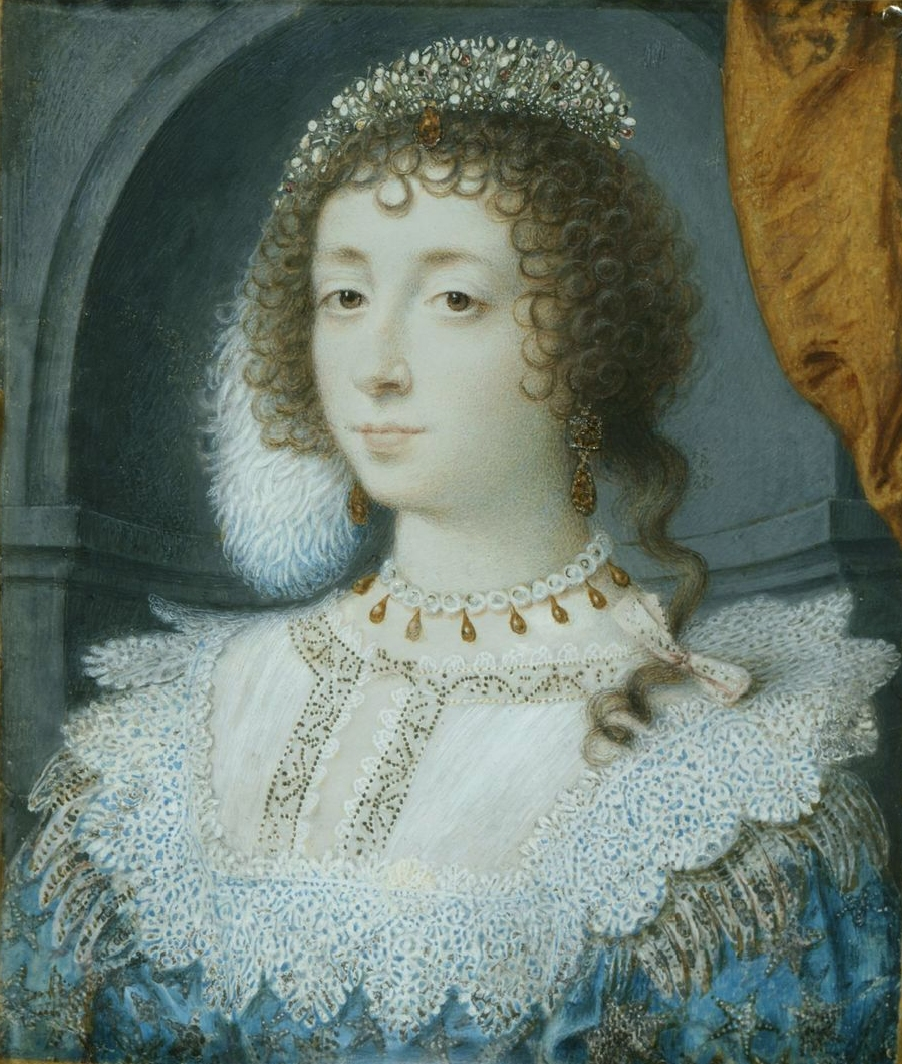
Henriette-Marie de France par John Hoskins

## Biographie
Hoskins naît à Wells en Angleterre.     
John Hoskins dit l'Ancien peint d'abord des portraits à l'huile, puis se concentre sur les miniatures, avec lesquelles il connait un succès considérable, notamment à la cour de Charles Ier, dont il fait le portrait avec celui de la reine Henriette et ceux de plusieurs membres de la haute noblesse anglaise. Il peint notamment un portrait miniature de Catherine Murray, une dame de la cour en 1638,. L'ampleur de son succès est telle que l'on dit que le public a encore plus apprécié ses œuvres que celles de Van Dyck, dont on lui demandait parfois de reproduire des portraits en miniature. Parmi ses élèves figurent Samuel et Alexander Cooper ainsi que son fils John Hoskins dit le Jeune.
Il est inhumé le 22 février 1664 à St Paul's, Covent Garden.